# Notre-Dame-des-Champs (stanice metra v Paříži)
Notre-Dame-des-Champs je nepřestupní stanice pařížského metra na lince 12 v 6. obvodu v Paříži. Nachází se pod Boulevardem Raspail na rohu ulice Rue Notre-Dame des Champ.

## Historie
Stanice byla otevřena 5. listopadu 1910 jako součást prvního úseku linky A, kterou provozovala společnost Compagnie Nord-Sud, a která vedla od Porte de Versailles do Notre-Dame-de-Lorette. Po sloučení se společností Compagnie du Métropolitain de Paris obdržela linka v roce 1930 číslo 12. Vchod do stanice a keramické obklady jsou stále v původním stylu.

## Název
Stanice byla pojmenována po ulici Rue Notre-Dame des Champ směřující od kostela Notre-Dame-des-Champs (Panny Marie v polích), který se nachází na Boulevardu du Montparnasse.

## Vstupy
Hlavní vchod do stanice je na Boulevardu Raspail.